# Ammonitida
Ammonitida – rząd głowonogów z wymarłej podgromady amonitów; jego przedstawiciele żyli w okresie jury i kredy.
Była to silnie zróżnicowana grupa zwierząt i najprawdopodobniej polifiletyczna, do której zalicza się wszystkie jurajskie i kredowe formy nienależące do Phylloceratina i Lithoceratina.